# BMW R 66

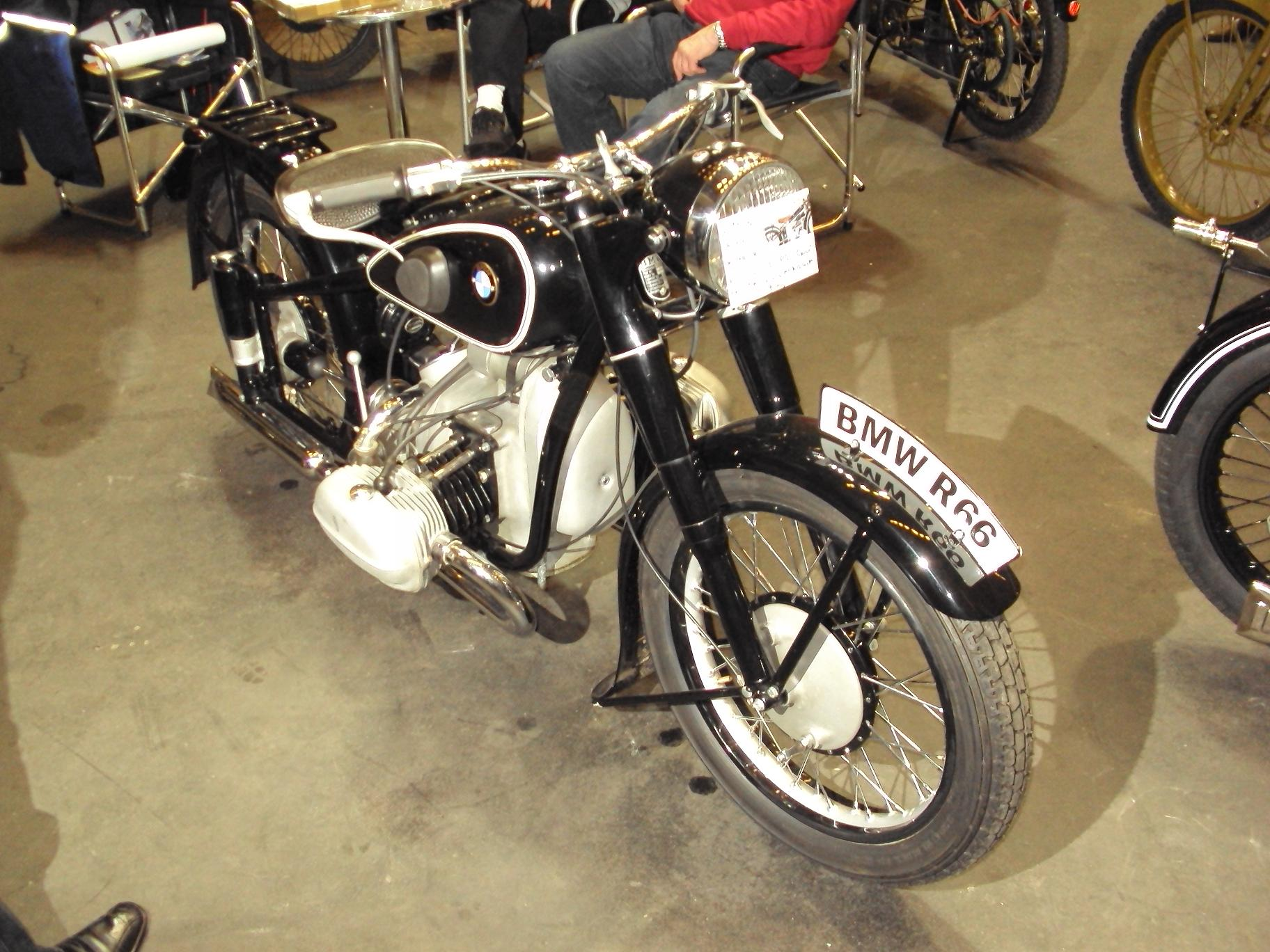
BMW R 66, fotografiert 2010

Die BMW R 66 ist ein von 1938 bis 1941 von BMW hergestelltes Motorrad mit Zweizylinder-Boxer-Viertaktmotor und  Kardanantrieb. Sie war als Sportmodell das Schwestermodell der R 61, die mit seitengesteuertem Motor als Tourer ausgelegt war.

## Geschichte
Auf der Automobilausstellung in Berlin präsentierte BMW am 18. Februar 1938 mit den Modellen R 51, R 61, R 66 und R 71 eine neue Baureihe von großvolumigen Motorrädern mit Hinterradfederung.

### Entwicklung
BMW hatte in einem Fahrwerk vier Motorvarianten – R 51, R 61, R 66 und R 71 – verwirklicht und damit von 500 bis 750 cm³ vier Motorräder in verschiedenen Klassen geschaffen.

„Die Ähnlichkeit der Motoren, wie die Verwendung des gleichen, allradgefederten Fahrgestells für alle vier Maschinen drängte zu deren Zusammenfassung in nur einem Handbuch, womit zugleich eine interessante Übersicht über das gesamte BMW-Programm in der großen Klasse gegeben wird.“

## Technik

### Motor
Der Motor M 266/1 war wie bei den Vorgängermodellen ein längs eingebauter Zweizylinder-Boxer-Viertaktmotor mit hängenden Ventilen.

### Antrieb
Die R 66 hatte ein fußgeschaltetes Vierganggetriebe.
Der gesamte Antriebsstrang war gegen Verschmutzungen und Feuchtigkeit gekapselt und bis auf den selten erforderlichen Ölwechsel wartungsfrei, im Gegensatz zu den damals fast immer ungekapselten Kettenantrieben.

#### Hinterradantrieb
Das Hinterrad wurde über einen Kardanantrieb mit folgenden Elementen im Kraftfluss angetrieben:
- Hardyscheibe an der Ausgangswelle des Getriebes zum Winkelausgleich zwischen Ausgangswelle und der folgenden Gelenkwelle
- ungekapselte Gelenkwelle mit Kreuzgelenkgabel abtriebsseitig – der sichtbare Teil des Kardantriebs
- nadelgelagertes, gekapseltes Kreuzgelenk zum Winkelausgleich zwischen Gelenkwelle und folgendem Radantrieb
- verschiebbare Kreuzgelenkgabel zum Längenausgleich auf der Eingangswelle des Kegelrad-Achsgetriebes
- Eingangswelle mit Ritzel zum Antrieb des Tellerrades im Antriebgehäuse – Kraftumlenkung um 90°
- nadelgelagerter Mitnehmerflansch im Antriebsgehäuse mit Steckverzahnung zum Antrieb des Hinterrades

### Fahrwerk
Der Doppelschleifen-Rohrrahmen war aus Stahlrohr geschweißt. Erstmals verwendete BMW bei den Modellen R 51, R 61, R 66 und R 71 eine Geradweg-Federung des Hinterrades.

## Technische Daten
| Kenngröße              | Daten der R 66               |
| ---------------------- | ---------------------------- |
| Bohrung                | 69,8 mm                      |
| Hub                    | 78 mm                        |
| Hubraum                | 597 cm³                      |
| Verdichtungsverhältnis | 6,8 : 1                      |
| Leistung               | 30 PS (22 kW) bei 4800 min−1 |
| Höchstgeschwindigkeit  | 140 – 145 km/h               |
| Leergewicht            | 187 kg                       |
| Tankinhalt             | 14 Liter                     |